# پرندگان (داستان)
پرندگان (به انگلیسی: The Birds) رمانی کوتاه از دافنه دوموریه، نویسندهٔ اهل انگلستان، است که اولین بار در سال ۱۹۵۲ منتشر شد. داستان آن دربارهٔ حملهٔ تعداد بیشماری پرنده به سرتاسر بریتانیا، و تلاش یک کارگر مزرعه برای نجات خانواده‌اش از مهلکه است. محل وقوع داستان، کورنوال، منطقهٔ محبوب دوموریه، و  زمان وقوع آن اندکی پس از جنگ جهانی دوم است.
فیلم پرندگان (۱۹۶۳) به کارگردانی آلفرد هیچکاک، اقتباسی آزاد از همین رمان است.
«پرندگان» به‌ عنوان یکی از آثار برجسته ادبیات کلاسیک انگلیسی شناخته می‌ شود. کسانی که به مطالعه آثار کلاسیک علاقه‌ مند هستند، این کتاب را به‌ عنوان نمونه‌ ای از نثر قوی و روایت منسجم در ادبیات قرن بیستم خواهند یافت.
داستان «پرندگان» فقط یک روایت ساده ترسناک نیست؛ بلکه به تحلیل روان شناسی ترس و ناتوانی انسان در مواجهه با نیرو های غیر قابل پیش‌ بینی نیز می‌ پردازد. کسانی که به مباحث مربوط به روان شناسی اجتماعی و رفتار های انسانی در شرایط بحرانی علاقه دارند، این کتاب را جالب خواهند یافت.
اگرچه کتاب «پرندگان» به تنهایی یک اثر برجسته است، اما اقتباس سینمایی آلفرد هیچکاک از این داستان، آن را به یک اثر فرهنگی ماندگار تبدیل کرده است. کسانی که به سینما علاقه‌ مند هستند، به‌ ویژه به آثار کلاسیک هیچکاک، می‌ توانند با خواندن این کتاب، درک بهتری از منبع الهام فیلم و تفاوت‌ های میان کتاب و فیلم پیدا کنند.

### کتابشناسی
- اختریان، محمود (۱۳۸۴)، اطلاعات عمومی پیام، عالمگیر، شابک ۹۶۴-۹۳۶۰۸-۰-۸